# 有田俊雄
有田 俊雄（ありた としお）は、日本の技術士、包装管理士
。パッケージング・ストラテジー・ジャパン社長。食品・飲料製品向け包装システムの市場調査等を専門としている。2005年に米国包装殿堂入りを果たした。

## 経歴・人物
旧制長崎県立長崎中学校、長崎県立長崎東高等学校を経て、東京大学工学部応用化学科卒業。日本パルプ工業（現・王子製紙）・ダイヤパッケージング（現・三菱商事パッケージング）勤務を経て、1997年に米国BNP Media社のパッケージング・ストラテジー部門日本代表。2007年にはパッケージング・ストラテジー・ジャパンを設立し、社長に就任した。包装システムの市場調査や技術開発、海外における包装技術の日本への導入、国内外の包装関連企業の業務提携等に取り組んだ。こうした活動が評価され、2005年に米国包装功労者賞を受けて包装殿堂入りを果たし、2013年には包装人材の育成に貢献したとして日本包装技術協会から表彰を受けた。近年は食品廃棄物が大量に発生している社会問題に着目し、包装の新技術開発を通じた問題解決を業界に向けて提唱している。

## 役職
- 日本包装管理士会会長
- 日本包装技術協会技術参与
- 環境を考える包装革命シンポジウム（日本包装技術協会）企画委員
- 包装アカデミー講座（日本包装技術協会）講師
- 日本食品包装研究会シンポジウムコーディネーター
- 大妻女子大学比較文化学部非常勤講師

## 著書
- 『包装"国際化"宣言―世界の視点で日本の包装産業を考える』（日報企画販売、2000年）ISBN 978-4890861385